# Bremsklotz

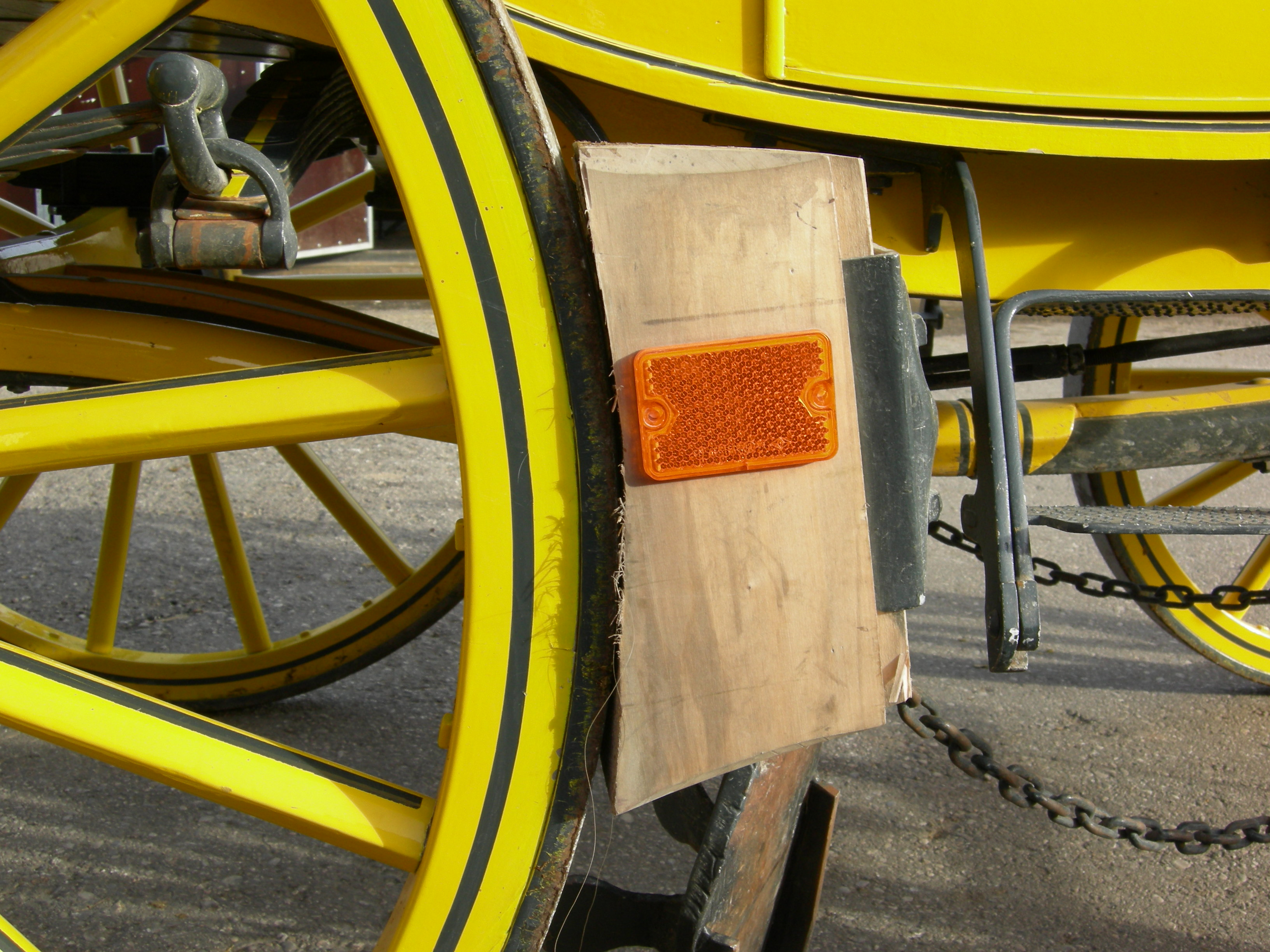
Schleifbremse mit neuem Bremsklotz an einer historischen Postkutsche

Ein Bremsklotz ist ein Bauteil, der aus einem Trägerbauteil besteht, auf dem ein Bremsbelag angebracht ist. Er wird mechanisch oder hydraulisch an einen rotierenden oder sich translatorisch bewegenden Gegenstand
gedrückt, um dessen Geschwindigkeit zu verringern. Bei Trommelbremsen wird statt Bremsklotz der Begriff Bremsbacke verwendet.
Der Bremsklotz hat an seiner Andruckseite die Form des sich bewegenden Bauteils. Bremsklötze werden ausgetauscht, wenn der aufgebrachte Bremsbelag verschlissen ist.
Für einen Bremsklotz oder eine Bremsbacke  werden Bremsbeläge mit Trägerelementen verbunden. Die Bremsbeläge  werden dazu auf das Trägerelement geklebt oder genietet, eingegossen oder formschlüssig befestigt.
Mitunter wird unter den Bremsklotz eine Geräuschdämmplatte aus Metall oder Kunststoff angebracht, um die Geräuschübertragung in das Fahrzeuginnere zu minimieren.
Erste Bremsklötze fanden sich an Kutschen und landwirtschaftlichen Leiterwagen. Hier drückte ein entweder durch einen Hebel oder einen Spindeltrieb angedrückter Holzklotz auf die Radlauffläche. Die Spindelbremse befindet sich meist auf der rechten Seite der Kutsche, da Kraft und Geschick nötig sind, um die Bremse schnell genug anzuziehen. Im Eisenbahnwesen wurden ab den 1860er Jahren Bremsklötze aus Grauguss verwendet, später Komposit-Bremssohlen.